# Am Schuß
Am Schuß (früher auch Schuß) ist ein Dorf und eine Ortschaft in der Marktgemeinde Weiten im Bezirk Melk in Niederösterreich. Die Ortschaft hat 154 Einwohner (Stand 1. Jänner 2024).

## Geografie
Am Schuß liegt an der Mündung des Wehrbaches in den Weitenbach; zugleich befindet sich im Ort die Abzweigung der Landesstraße L81 von der Weitental Straße. Den nördlichen Ortsteil dominieren das Sägewerk Bleicher und die Firma Kausl, im Süden befinden sich zahlreiche Einfamilienhäuser. Am 1. April 2020 umfasste das Dorf 53 Adressen.

## Geschichte
Das Wirtshaus zur Burg, der heutige Weitentalhof, wurde 1529 erstmals erwähnt und war später eine Post- und Pferdewechselstation, als hier um 1840 die durch das Weitental nach Pöggstall führende Bezirksstraße errichtet wurde, die die alte Fürnbergsche Poststraße ersetzte. Die von Spitz über Mühldorf und Zeining kommende Straße, die heutige Landesstraße L81, wurde erst 1855 ausgebaut. Dennoch mussten Fuhrwerke zwischen Leiben und Am Schuß mehrmals in Furten den Weitenbach durchqueren, was besonders nach Regenfällen eine nicht zu unterschätzende Gefahr darstellte. Erst in den späten 1860ern wurde die Straße ausgebaut und alle Engstellen beseitigt.
Laut Adressbuch von Österreich waren im Jahr 1938 im Ort ein Gastwirt, ein Viehhändler und ein Landwirt ansässig. Weiters gab es beim Ort eine Mühle, ein Sägewerk und eine Ziegelei.
Auf Betreiben von Franz Bleicher wurde der Ort gegen Ende des 20. Jahrhunderts stark erweitert: Auf den Pfarrpfründen  wurden seit 1979 zahlreiche Einfamilienhäuser errichtet.

## Geologie
Das bisher in Österreich einzige bekannte Vorkommen des Minerals Hisingerit befindet sich im aufgelassenen Steinbruch in Nordosten des Ortes.

## Persönlichkeiten
- Franz Bleicher (1948–2022), Müller und Sägewerksbesitzer, war 38 Jahre Gemeinderat in Weiten